# AMS-LaTeX
AMS-LaTeX ist eine Sammlung von Makropaketen für LaTeX. Die einzelnen Pakete sind Erweiterungen vor allem für den mathematischen Formelsatz. Sie sind Bestandteil jeder TeX-Distribution.

## Geschichte
AMS-LaTeX ist die Fortführung von AMS-TeX, das den Formelsatz in plain TeX unterstützt.
Die Amerikanische Mathematische Gesellschaft hatte AMS-LaTeX ursprünglich für Autoren der von ihr herausgegebenen Journals entwickelt. Der Einsatz dieser Makros hat sich aber im Laufe der Jahre darüber hinaus weit verbreitet. Sie werden auch von vielen anderen Fächern verwendet, die die Mathematik als Hilfswissenschaft brauchen – insbesondere der Physik.

## Das Paketamsrefs
Das Erweiterungspaket amsrefs dient zur weitgehend automatischen Erstellung eines Literaturverzeichnisses, das auf BibTeX nicht angewiesen ist. Es soll einige der Nachteile von BibTeX vermeiden. Die Datenbank kann selbst als LaTeX-Dokument gesetzt und ausgegeben werden. amsrefs kann die von BibTeX verwendeten .bib-Dateien lesen.